# All Over Me
All Over Me é um filme de drama estadunidense de 1997 dirigido por Alex Sichel e escrito por Sylvia Sichel. Estrelado por Alison Folland e Tara Subkoff, estreou no Festival Internacional de Cinema de Berlim em fevereiro de 1997.

## Elenco
- Alison Folland - Claude
- Tara Subkoff - Ellen
- Cole Hauser - Mark
- Wilson Cruz - Jesse
- Leisha Hailey - Lucy
- Pat Briggs - Luke
- Ann Dowd - Anne
- Gene Canfield - Stewart
- Shawn Hatosy - Gus